# Howard Hughes
Howard Robard Hughes (24. prosince 1905 – 5. dubna 1976) byl americký letecký konstruktér, pilot, podnikatel, filmový režisér a producent. Byl znám jako nenapravitelný sukničkář, výstřední člověk a jeden z nejbohatších lidí na světě. Ke konci jeho života dosahovalo jeho bohatství výše 8 miliard dolarů, což bylo takřka astronomické číslo.
V roce 1953 založil Howard Hughes Medical Institute, jednu z největších soukromých organizací financujících biologický a lékařský výzkum ve Spojených státech amerických.

## Dětství a dospívání

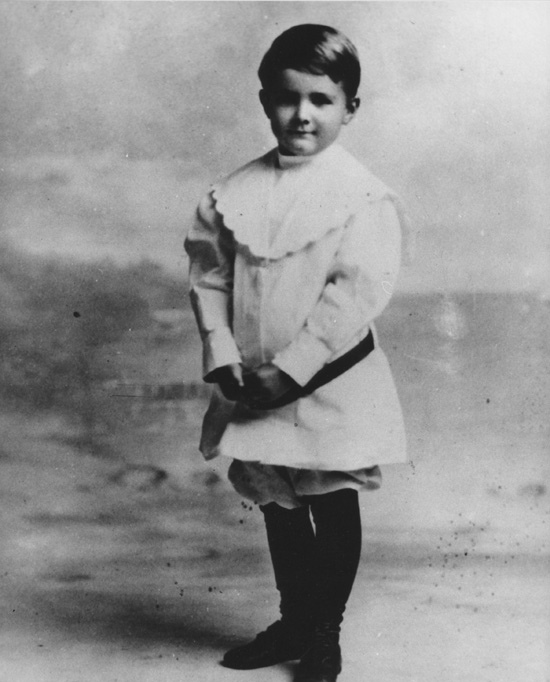
Howard Hughes v dubnu 1912

Narodil se ve městě Humble v Texasu 24. prosince 1905, ale uvedené datum narození někteří jeho životopisci zpochybňují. Dle NNDB.com „Hughes tvrdil, že se narodil na Štědrý den, ale podle záznamu o křtu se ve skutečnosti narodil 24. září“. Jeho matka se jmenovala Allene Gano Hughes, otec Howard Robard Hughes st., vynálezce a vlastník patentu vrtného hrotu schopného pronikat i nejtvrdší horninou. H. R. Hughes st. v roce 1909 založil firmu Hughes Tool Company pro výrobu těchto vrtných hrotů, které začaly používat všechny naftařské společnosti, a díky tomu později nebývale zbohatl.
Howard v mládí vyrůstal pod velkým vlivem své matky, která byla posedlá ochranou svého syna před bakteriemi a nemocemi. Od svého otce zdědil zájem o všechny mechanické věci, v jedenácti letech si například sestavil svůj vlastní bezdrátový radiový vysílač a když mu bylo dvanáct let, otiskly jeho fotografii i místní noviny jakožto prvního chlapce v Houstonu, který vlastní jízdní kolo s motorovým pohonem, které si sám sestrojil.
Již od mládí se také věnoval létání a první lekci absolvoval už ve 14 letech na Fessenden School v Massachusetts.
Oba jeho rodiče zemřeli krátce po sobě během dvou let v období jeho dospívání. Jeho matka Allene Hughesová zemřela ve věku 39 let v březnu roku 1922 kvůli komplikacím v těhotenství. Ani ne o dva roky později, v lednu roku 1924, zemřel jeho otec na infarkt. Ačkoli měl tetu, která zemřela na tuberkulózu, nikdo z jeho rodičů nezemřel na žádnou infekční nemoc, která by mohla mít spojitost s počátky jeho pozdějšího strachu před nemocemi a posedlostí zdravotní prevencí.
Protože závěť jeho otce od smrti jeho matky nebyla pozměněna, zdědil 75 procent multimilionového dědictví, jehož součástí byly stále rostoucí zisky z důlních vrtů. Brzy po smrti svého otce předčasně ukončil studium na Rice University v Houstonu a v červnu roku 1925 se ve věku 19 let oženil s Ellou Riceovou (Ella Rice). Krátce nato se odstěhoval do Hollywoodu, kde měl v úmyslu proslavit se jako filmový režisér a producent.

## Začátky u filmu a letectví

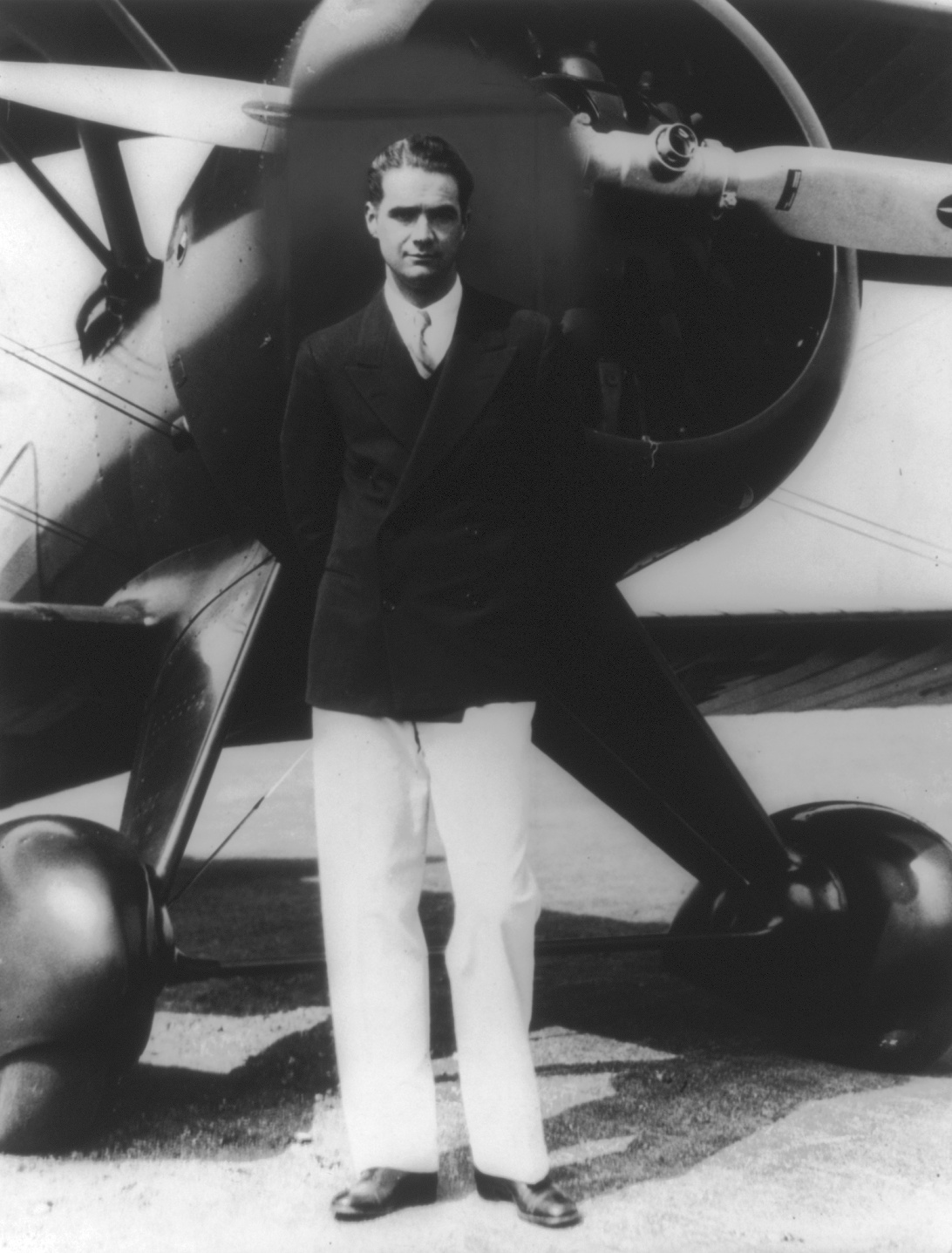
Howard Hughes se svým Boeingem 100A v roce 1940

V roce 1926 ho režisér a scenárista Ralph Graves přesvědčil, aby financoval krátkometrážní film Swell Hogan (1926), který Graves sám napsal a hrál v něm i hlavní roli. Hughesova produkce však dopadla katastrofálně a ani poté, co si zoufalý Graves najal zkušeného střihače, film nezachránil. Hughesovy další dva filmy Everybody's Acting (1926) a Two Arabian Knights (1927) však dopadly podstatně lépe a ten druhý dokonce vyhrál i Oscara za nejlepší režii komediálního snímku. I následující filmy jako The Racket (1928) a The Front Page (1931) získaly taktéž několik oscarových nominací.
Jeho asi nejznámějším filmem se stal v roce 1930 finančně velmi náročný (rozpočet 3,5 milionu dolarů) válečný snímek Pekelní andělé, který obdržel další nominaci na Oscara za nejlepší kameru. O dva roky později produkoval další velký hit Zjizvená tvář (1932), který však byl málem cenzurován kvůli (na tehdejší poměry) spoustě násilí. S podobnými problémy se nakonec potýkal i jeho další hit z roku 1943, snímek Psanec, který byl také málem zakázán kvůli příliš odhalujícím kostýmům Jane Russellové.
Hughes byl již od mládí také velký nadšenec do letadel a dalším z jeho komerčních zájmů se stalo letectví a letecký i obranný průmysl. Jeho koníček se mu však čtyřikrát stal málem osudným. V roce 1932 Hughes založil leteckou společnost Hughes Aircraft Company, jako odnož jeho společnosti Hughes Tool Company a v pronajatém rohu hangáru Lockheed Aircraft Corporation v Burbanku, se pustil do výroby svého prototypu Hughes H-1 Racer, jehož vzhledem se také inspirovala řada stíhaček z druhé světové války jako např. japonská Micubiši A6M, německé Focke-Wulfy Fw 190 či americké F8F Bearcaty. Krátce po založení společnosti se mu také podařilo proniknout do American Airlines pod přezdívkou „Charles Howard“, kde přijal práci jako manipulátor se zavazadly a před jeho odhalením byl dokonce povýšen na druhého důstojníka.
Během druhé světové války svou společnost zaměřil i na obranu a stal se jedním z největších zaměstnavatelů v oblasti. Dva roky po válce začal produkovat i vrtulníky pod značkou Hughes Helicopters a postupně se dopracoval i mj. k výrobě kosmických plavidel, radarových, elektrooptických, počítačových i raketových systémů a sestrojil také první fungující laser.
V roce 1948 svou společnost proto rozdělil na několik dalších, jako Hughes Aerospace Group, Hughes Space and Communications Group a Hughes Space Systems Division. O 13 let později však byly nakonec spojeny zpět do jedné společnosti Hughes Aircraft Company. V roce 1985 byla po jeho smrti prodána společnosti General Motors za 5,2 miliardy dolarů, kterou však od roku 2000 vlastní společnost Boeing.
Od 40. let začal Hughes svůj vliv ve filmovém průmyslu čím dál více rozšiřovat a poté, co získal částečné vlastnictví společnosti RKO Pictures, která zahrnovala mj. i RKO Studios, řetězec kin RKO Theatres i sít rozhlasových stanic RKO Radio Network, už mu nestálo nic v cestě a v roce 1948 tak získal nad společností plnou kontrolu a hned na to začal dělat velké čistky. Během týdne tak propustil 700 zaměstnanců, což zmenšilo produkci studia na pouhých 9 snímku ročně, místo průměrných 30. v posledních letech. Jako zaujatý antikomunista také na šest měsíců zastavil výrobu a nařídil vyšetřování politických sklonů každého zbývajícího zaměstnance. Poté, co se o všech konečně ujistil, začal společnost dál normálně provozovat, avšak pod jeho vedením se jí už nikdy pořádně nedařilo, čemuž v roce 1953 nepřidal ani Hughesův soud v kauze Spojené státy americké vs. Paramount Pictures. Na Hughese začaly také proudit spousty žalob od akcionářů RKO, což nakonec vyřešil tím, že všechny jejich podíly odkoupil zpět, ale během 50. let se stejně zaměřil hlavně na výrobu letadel (z důvodů Korejské války) a řízení své společnosti TWA.
V roce 1954 získal zpět celkovou kontrolu nad RKO a za 24 milionů dolarů se tak stal i prvním jediným vlastníkem velkého hollywoodského studia od éry němého filmu. O šest měsíců později prodal své další studio General Tire and Rubber Company za 25 milionů, čímž své výdaje opět dorovnal, avšak brzy na to své 25leté angažmá ve filmovém průmyslu ukončil a od RKO odešel s osobním ziskem 6,5 mil. dolarů.

## Rekordy, prototypy a havárie
Za svou kariéru stanovil celkem tři rychlostní rekordy, z nichž každý předchozí znovu překonal a stanovil i 2 rekordy v rychlosti transkontinentálních letů bez mezipřistání. Jeho dalším rekordem se dne 14. července 1938 stal nejrychlejší let kolem světa, který zvládl za pouhých 91 hodin (tři dny, 19 hodin a 17 minut). Původní rekord (186 hodin) z roku 1933 překonal v dvoumotorovém letounu Lockheed Model 14 Super Electra o bezmála čtyři dny. Tímto rekordem však nechtěl pouze ukázat, že Amerika opět zvládla to, co ostatní nedokázali, ale jeho cílem byla hlavně propagace bezpečného cestování na dlouhé vzdálenosti. Díky tomu se také stal známějším nejen pro svůj milostný vztah s hereckou hvězdou Katharine Hepburnovou a za překonaný rekord získal i mezinárodní cenu Harmon Trophy, každoročně udělovanou vynikajícím letcům, či vzduchoplavcům. Na jeho počet bylo i letiště Williama P. Hobbyho (v té době známé jako Houston Municipal Airport) v Houstonu přejmenováno po Hughesovi. Jméno bylo však brzy změněno zpět, jelikož si veřejnost nepřála, aby se letiště jmenovalo po stále žijící osobě.
Za své prosazování vědy a letectví byl Hughes oceněn ještě několika dalšími cenami jako např. Bibesco Cup Mezinárodní letecké federace (1938), cenou Octave Chanute (1940) či zvláštní zlatou medailí Kongresu v roce 1939.

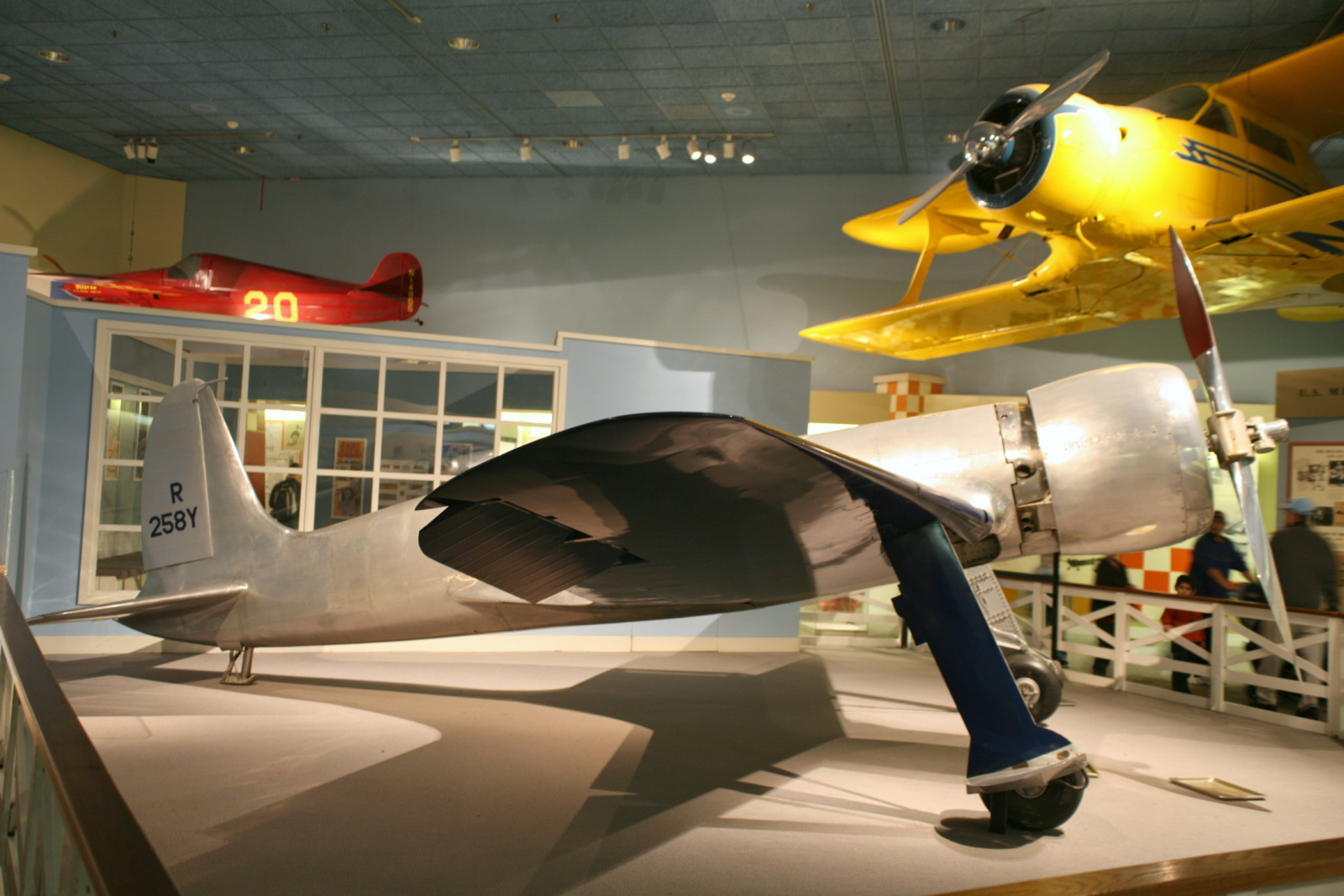
Prototyp letounu Hughes H-1 Racer

Počátkem roku 1937 začal Hughes vyvíjet nový prototyp stíhacího bombardéru pod názvem Hughes D-2. Jeho původním záměrem byl další pokus o rekordy, ale druhá světová válka mu tyto plány překazila. V roce 1939 se ho proto rozhodl prodat americké armádě. Prototyp byl dvoj až trojmístný, dvouramenný a se dvěma motory. Armádnímu letectvu se však nepodařilo najít pro D-2 tu správnou misi, jelikož se s letounem nedalo manévrovat tak jako se stíhačkou, a ani jako bombardér se neosvědčil. Projektem se však zabýval generál Henry H. Arnold, který jej stále „udržoval při životě“. V listopadu 1944 byl však stále upravovaný D-2 zničen při požáru hangáru.

Howard Hughes na obálce časopisu Time (19. července 1948)

Ani Hughesovi se však letecké nehody nevyhýbaly; svou první utrpěl ve dvouplošníku při natáčení filmu Pekelní andělé, druhou při testovacím letu prototypu H-1 Racer a třetí na jaře 1943, kdy po téměř měsíčním testování letounu Sikorsky S-43 v Las Vegas, letěl spolu se dvěma leteckými inspektory, dvěma svými zaměstnanci a herečkou Avou Garner, k jezeru Lake Mead na pomezí Nevady a Arizony. Zde měl provést zkušební let, při kterém se však letoun zřítil do jezera. Hughesovi se podařilo přežít, pouze záchranou jednoho z ostatních přeživších. Inspektorovi Ceco Clineovi a Hughesovu zaměstnanci Richardu Feltovi se však havárie stala osudnou.
V září 1943 dostal Hughes od plukovníka Elliotta Roosevelta (syn tehdejšího prezidenta Franklina D. Roosevelta) příkaz na sestrojení 100 kusů průzkumného letounu D-2. Americké letectvo však velmi pochybovalo o splnění tak velké objednávky, ale po zafinancování generála Arnolda se projekt začal konečně vyvíjet kupředu. Svůj původní prototyp D-2 později přejmenoval na Hughes XF-11, avšak válka skončila dříve, něž byl dokončen jediný model a kontrakt byl proto zrušen. Hughes se však rozhodl projekt dotáhnout až do konce a první letoun XF-11 byl zhotoven v roce 1946 jako celokovový třímístný průzkumný letoun s dvojitým ramenem. Byl podstatně větší než D-2 a dokončeny byly nakonec pouze dva modely s různými typy vrtulí.

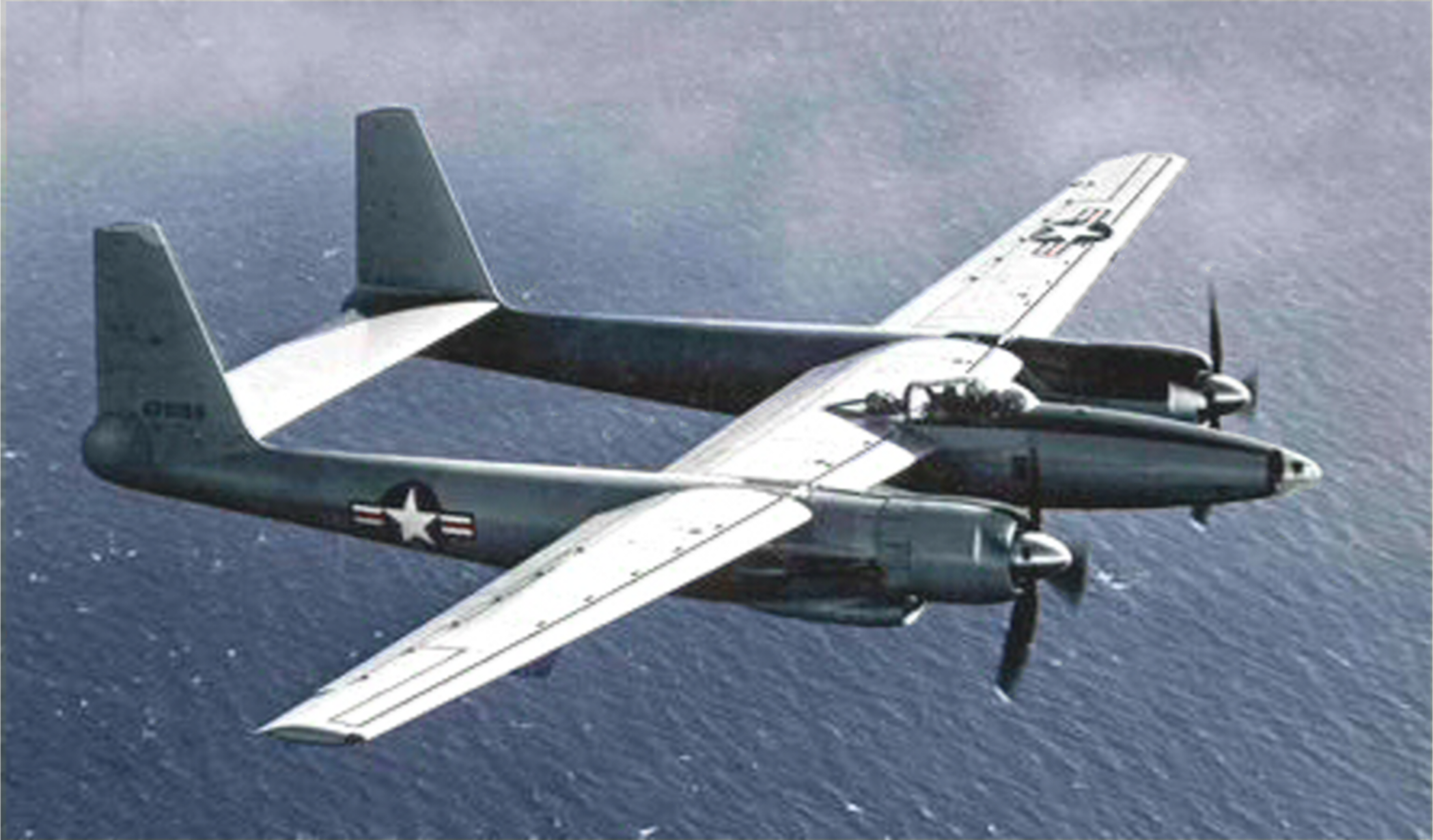
Prototyp letounu Hughes XF-11

Dne 7. července 1946 se mu XF-11 stal také málem osudným, když se při prvním testovacím letu zřítil poblíž letiště Culver City. Únik oleje pravděpodobně způsobil obrácení rotace jedné vrtule, což v důsledku znamenalo prudké vybočení a rychlou ztrátu výšky. Hughes se nejprve snažil přistát na blízkém golfovém hřišti, avšak těsně předtím začal letoun dramaticky klesat a zřítil se přímo na Beverly Hills.
Až po zničení tří domů se letoun konečně zastavil, ale hned na to explodovaly palivové nádrže. Hughes se jako zázrakem z letadla dokázal dostat a brzy na to k němu přispěchal seržant William L. Durkin, který byl náhodou poblíž na návštěvě u přátel. Hughes nakonec vyvázl s více než 60 tržnými ranami jen na obličeji, se mnoha popáleninami třetího stupně, s rozdrceným hrudníkem i klíční kostí, se zhroucenou levou plící a jeho srdce se dokonce posunulo na pravou stranu hrudní dutiny. Žádná z těchto zranění mu však nijak nepoškodila mozek a lékaři považovali jeho následné uzdravení za téměř zázračné. Jeho proslulý knír, který poté začal nosit, údajně skrýval jizvu na horním rtu, právě z oné nehody. Ani tato jeho čtvrtá a nejhorší havárie ho však od létání neodradila a už na nemocničním lůžku plánoval, co bude na konstrukci XF-11 nutno změnit.

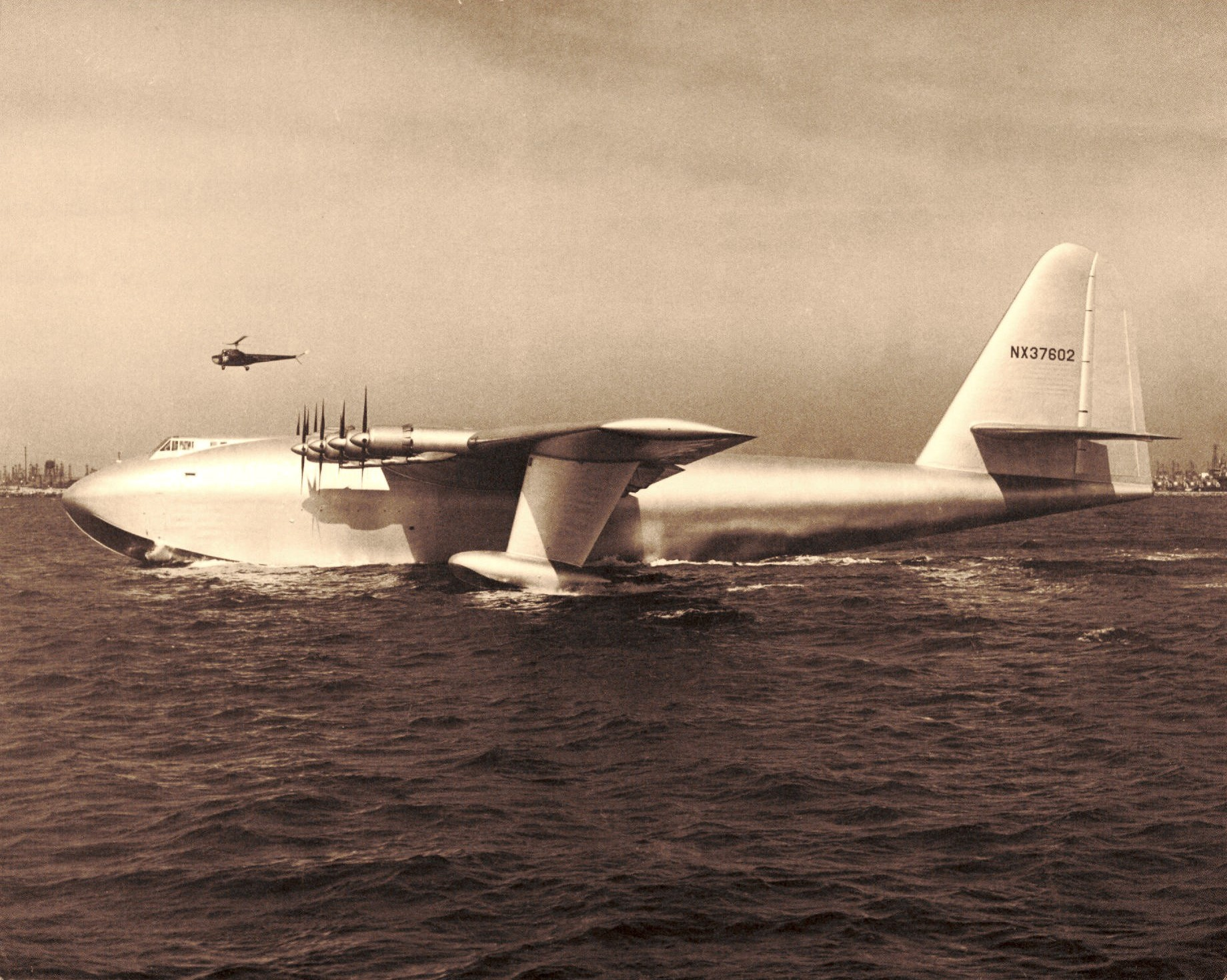
Hughes H-4 Hercules

Do historie se také zapsal svým dalším velmi ambiciózním prototypem létajícího člunu HK-1 Hercules (později nazván H-4 Hercules). Během druhé světové války uzavřel smlouvu s Henry J. Kaiserem na výrobu gigantického letounu, který by dokázal dopravit velké množství vojáků i vybavení přes Atlantský oceán, místo transportních lodí, které byly velmi často napadány německými ponorkami. Stejně jako XF-11 byl letoun dokončen až po válce. Hercules se však stal největším létajícím člunem na světě, největším letadlem vyrobeným ze dřeva a také letadlem s největším rozpětí křídel. Hercules byl sestrojen ve Westchesteru v Kalifornii a byl vyroben převážně ze dřeva než z hliníku, kvůli čemuž se mu také začalo přezdívat Spruce Gooose (~ smrková husa) (vyroben však byl hlavně z břízy).
V roce 1947 byl Hughes předvolán před válečný vyšetřovací výbor, aby vysvětlil, za co vlastně bylo utraceno 22 milionů dolarů, když z nich vzešly pouze dvě XF-11 a problémový Hercules. Během soudního sporu, dne 2. listopadu 1947 se mu však podařilo s Herculesem slavnostně vzlétnou (ve však vzduchu zůstal pouze 26 sekund v maximální výšce 21 metrů nad hladinou), čímž potvrdil letuschopnost, nyní již nepoužitelného letadla a soud vyhrál. Hercules už nikdy nevzlétl a byl vystaven v přístavu Long Beach v Kalifornii a od roku 2020 stojí v muzeu letectví v McMinnville v Oregonu.

## Velký podnikatel

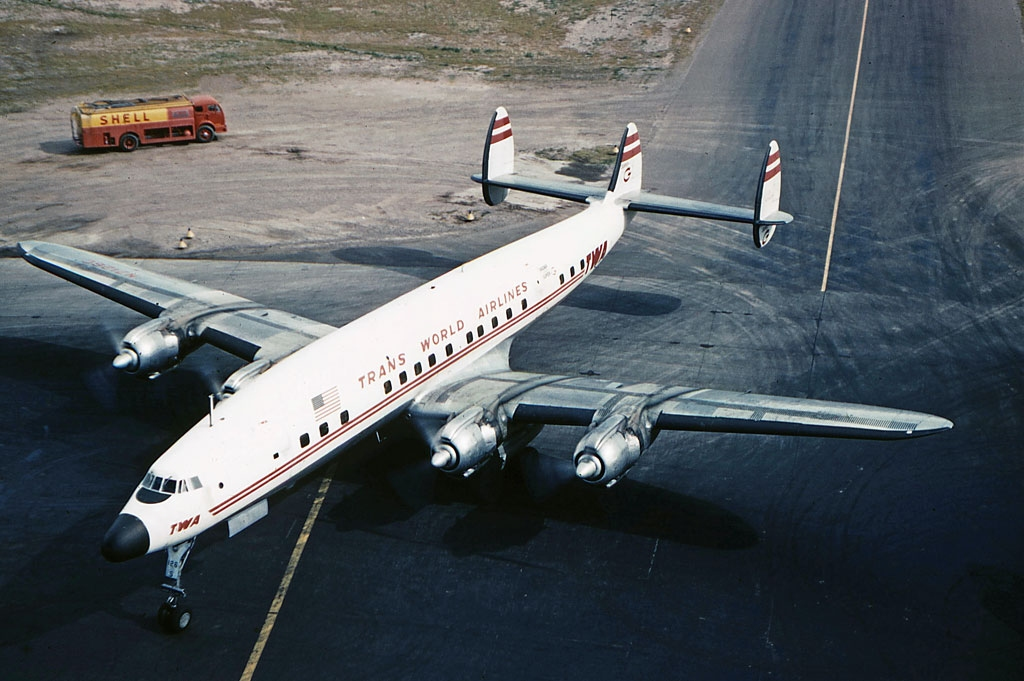
Lockheed L-1049G Super Constellation v barvách TWA

V roce 1934 začal Hughes na naléhání Jacka Frye, prezidenta Transcontinental & Western Airlines (předchůdce Trans World Airlines) tiše kupovat většinový podíl akcií TWA (přesněji 78 % akcií) a v roce 1939 nakonec získal kontrolu nad celou společností. Hughes je také považován za největšího podporovatele dopravního letadla Lockheed Constellation, kterých v roce 1939 spoustu objednal, aby jimi nahradil flotilu Boeingů 307 Stratolinerů. 18 milionů dolarů, které tenkrát za Lockheedy utratil, byla v té době historicky největší objednávka letadel. Lockheedy tehdy patřily k nejvýkonnějším komerčním letadlům, což z TWA učinilo také největšího průkopníka transkontinentálních letů. Během 2. světové války Hughes získal i práva pro služby TWA v Evropě, čímž se stal jediným americkým leteckým dopravcem, který využíval domácí i transatlantické trasy.
Po představení proudového dopravního letadla Boeingu 707 se Hughes rozhodl sestrojit vlastní a lepší letoun pouze pro TWA. Koncem roku 1954 proto oslovil amerického výrobce letadel – společnost Convair, která mu navrhla dva koncepty, jenže Hughes se nedokázal rozhodnout, který přijme. Po představení dalšího dopravního letadla Douglas DC-8 však od původního plánu nakonec upustil a objednal osm Boeingů 707. V roce 1956 se však znovu rozhodl sestrojit nový vlastní letoun, ale plán po dvou letech opět zrušil a musel se spokojit s objednávkou pár 707 a několika dalších Convairů 880 za celkovou částku 400 milionů dolarů.
Tyto obrovské objednávky se však přestaly líbit generálnímu řediteli TWA a Hughesovu příteli Noahu Dietrichovi, což nakonec vedlo k Hughesovu vyloučení. V roce 1956 však nadále však vlastnil 78 % akcií a o pět let později na něj TWA podala žalobu s tím, že Hughes porušil antimonopolní zákon a TWA využíval jako trh pro obchodování s letadly. Hughes se však rozhodl nevypovídat a v roce 1963 byl proti němu vydán rozsudek na 135 milionů dolarů, který byl o deset let později zrušen Nejvyšším soudem, jelikož byl Hughes vůči trestnímu stíhaní imunní. V roce 1966 byl však donucen prodat své akcie, což mu nakonec vyneslo 546 549 771 $.
Počátkem 70. let také získal regionální leteckou společnost Air West, kterou přejmenoval na Hughes Airwest a za pár let už opět provozoval další flotilu letadel Boeing 727, Douglas DC-9-10 i DC-9-30, kterými obsluhoval rozsáhlou síť tras na západě USA, Mexika i Kanady a počátkem 80. let se jeho vliv rozšířil i do Texasu a později až do Milwaukee ve Wisconsinu. V 80. letech, po jeho smrti došlo k několika sloučením s dalšími společnostmi a od roku 2008 je společnost známá jako Delta Air Lines.
V roce 1953 také založil neziskovou lékařskou a výzkumnou organizaci Howard Hughes Medical Institute (HHMI) se sídlem v Chevy Chase v Marylandu, jejímž hlavním cílem bylo porozumět „genezi života samotného“, avšak převedl sem i své zásoby společnosti Hughes Aircraft, čímž proměnil velkého dodavatele obrany na charitu osvobozenou od daní. Prvním předsedou společnosti se stal lékař Verne Mason, který Hughese léčil po jeho havárii s XF-11 v roce 1946 a HHMI funguje dodnes. V roce 1985 jí umožnila velký růst prodej společnosti Hughes Aircraft společnosti General Motors za 5,2 miliardy dolarů a mezi lety 2007–2018 byla dokonce čtvrtou největší soukromou organizací věnující se biologickému a lékařskému výzkumu.
Howard Hughes vlastnil také továrnu na rakety Falcon, a v roce 1968 se mu podařilo koupit i veřejné letiště North Las Vegas Air Terminal (dnes známé jako North Las Vegas Airport).
Na sklonku života, během pobytu v Las Vegas začal skupovat spoustu hotelů a podobných nemovitostí (zejména ty spojené s organizovaným zločinem), přičemž utratil zhruba 300 milionů dolarů. Zasloužil se tak o velkou změnu původního Las Vegas na mnohem kosmopolitnější město, a nakonec se stal i největším zaměstnavatelem v celé Nevadě.

## Project Azorian (1972)
V roce 1972 Hughese oslovila CIA prostřednictvím jeho dlouholetého partnera Davida Charnaye, aby jim pomohl tajně získat potopenou sovětskou ponorku K-129, která se potopila poblíž Havaje 8. března 1968. Díky Hughesovu zapojení získala CIA věrohodný příběh, že se snaží provést civilní mořský výzkum v extrémních hloubkách za objevem a následnou těžbou manganových rud. Přísně tajná operace dostala název Project Azorian a bylo při ní použito speciální záchranné plavidlo USNS Glomar Explorer, se kterým se v létě 1974 pokusili sovětskou ponorku vyzvednout. Během vytahování se však ponorka rozlomila na dvě části a polovina klesla zpět na dno. Předpokládá se, že právě tato polovina obsahovala ony nejžádanější položky jako např. jaderné střely, kvůli kterým byla operace vůbec podniknuta. Nalezeny byly však pouze dvě torpéda s nukleárními hroty a pár kryptografických strojů. V roce 1975 byly však zveřejněny tajné dokumenty, kterých se zmocnili Hughesovi zaměstnanci v červnu 1974.

## Osobní život
Hughes byl celý život znám nejen pro své úžasné letecké i podnikatelské úspěchy, ale také jako nenapravitelný sukničkář, který chodil se spoustou slavných hollywoodských hereček a zamiloval se i do většiny z těch, které pro film teprve objevil. Mezi jeho nejznámější partnerky patří filmová hvězda Katharine Hepburnová, se kterou chodil celkem 18 měsíců, a dokonce jí i neúspěšně požádal o ruku. Jeho láska k letectví i čím dál více se zhoršující fobie z infekčních onemocnění je však nakonec rozdělila.
Dne 1. června 1925 se poprvé oženil s Ellou Riceovou, dcerou bohatého prominenta z Texasu, která však po čtyřech letech požádala o rozvod.
Howard Hughes se hlavně během 30. a 40. let zajímal o každou herečku, kterou potkal a mezi nejznámější ženy, se kterými chodil patří:

### Snoubenky
- Dorothy Jordanová (1931–1932)
- Billie Doveová (1932)
- Ginger Rogersová (1940)
- Gloria Vanderbiltová (1941)
- Linda Darnellová (1946)
- Lana Turner (1946)

### Ostatní milenky
- Joan Crawfordová (1925)
- Constance Bennettová (1925)
- Madge Bellamyová (1925)
- Corinne Griffithová (1927)
- Renée Adorée (1928)
- Evelyn Brentová (1928)
- Billie Doveová (1929–1932)
- Jean Harlowová (1930)
- Loretta Youngová (1930–1931)
- Lilian Bondová (1931)
- Marian Marshová (1931–1932)
- June Langová (1931–1932)
- Gwili Andre (1932)
- Nancy Carrollová (1932)
- Zsa Zsa Gáborová (1932)
- Carole Lombard (1933)
- Betty Furnessová (1934–1935)
- Ingrid Bergmanová (1935)
- Merle Oberonová (1935)
- Katharine Hepburnová (1935–1938)
- Blanche Sweetová (1935–1958)
- Barbara Pepperová (1936)
- Phyllis Brooksová (1937)
- Barbara Stanwycková (1938)
- Frances Drakeová (1938)
- Barbara Huttonová (1938)
- Helena Gilbertová (1938–1939)
- Bette Davisová (1938)
- Gene Tierneyová (1939)
- Arleen Whelanová (1939)
- Joan Fontaine (1939)
- Marguerite Chapmanová (1939)
- Olivia de Havilland (1939–1940)
- Norma Shearerová (1940)
- Andrea Leedsová (1940)
- Cyd Charisse (1940)
- Shelley Wintersová (1941)
- Jane Russellová (1941)
- Brenda Frazierová (1941)
- Faith Domergueová (1941–1950)
- Paulette Goddard (1942)
- Sheila Ryanová (1942)
- Mona Freemanová (1943)
- Yvonne De Carlo (1943–1946)
- Ava Gardner (1943–1953)
- Gail Russellová (1944)
- Jane Greerová (1944)
- Ann Millerová (1945–1946)
- Virginie Mayo (1946)
- Rita Hayworthová (1947)
- Faye Emersonová (1947)
- Marlene Dietrichová (1947)
- Kathryn Graysonová (1951–1959)
- Susan Haywardová (1952–1954)
- Phyllis Applegateová (1952–1954)
- Sallilee Conlonová (1953)

I přes nespočet románků se spoustou různých žen se 12. ledna 1957 oženil s herečkou Jean Petersovou, se kterou žil až do roku 1971, kdy Jane požádala o rozvod. Podle jeho blízkých přátel to byla také jediná žena, kterou skutečně miloval.
Celý život trpěl obsedantně-kompulzivní poruchou a často byl velmi fixován na naprosto nepodstatné detaily. Jeho posedlost nakonec došla až tak daleko, že v roce 1958 zůstal déle než čtyři měsíce v potemnělém promítacím sále a nikdy nevyšel. Údajně jedl pouze čokoládové tyčinky a kuřata a pil pouze mléko. Neustále také přeskládával několik desítek krabic Kleenexu (značka obličejových kapesníčků) a svým pobočníkům zakazoval, aby s ním mluvili, či se na něj vůbec podívali. Často také sedával nahý ve svém křesle a neustále dokola sledoval různé filmy. Poté, co v létě 1958 konečně vyšel, přestěhoval se do hotelu v Beverly Hills, kde však i nadále posedával nahý ve své ložnici a stále sledoval spoustu filmů. Údajně trpěl mechanickou alodynií, kvůli které se nerad oblékal, jelikož mu oblečení způsobovalo bolest. Tu se snažil utopit právě ve filmech, jimiž se stal posedlý. Například špionážní thriller Polární stanice Zebra (1968) údajně shlédl zhruba 150x a z pocitu viny za neúspěch jeho filmu The Conqueror, koupil všechny existující kopie (celkem tak utratil 12 milionů dolarů).
O jednom z nejslavnějších mužů Ameriky se však stále v bulvárních médiích psalo a časem se také začaly šířit zvěsti, že je smrtelně nemocný, ba dokonce mrtvý. Z nemoci se mu nakonec podařilo zhruba vyléčit, ale i kvůli svým dřívějším leteckým nehodám se stal později závislý na kodeinu, který si pravidelně píchal. Kvůli komplexnímu regionálnímu bolestivému syndromu způsobenému havárií s XF-11 si také nechával stříhat vlasy i nehty pouze jednou ročně. A svou moč dokonce skladoval v lahvích.
Během posledních deseti let svého života se stěhoval z jednoho hotelu do druhého a vždy se usadil v nejvyšším patře. Dne 24. listopadu 1966 mu však v hotelu Desert Inn. v Las Vegas nechtěli vyhovět a aby se vyhnul konfliktům, celý hotel rovnou koupil.
V roce 1971 sepsal spisovatel Clifford Irving o Howardu Hughesovi knihu, kterou vydával za jeho osobní paměti, přestože byla zcela vykonstruovaná. Irving tím docílil jednoho z největších mediálních podvodů a skandálů a byl následně odsouzen za podvod na 17 měsíců do vězení. O Cliffordu Irvingovi a jeho díle byl posléze natočen film Skandál (The Hoax) z roku 2006, natočený režisérem Lasse Hallströmem s Richardem Gerem v hlavní roli.
Howard Hughes údajně zemřel 5. dubna 1976 na palubě letadla Learjet při cestě do metodistické nemocnice v Houstonu. Příčinou jeho smrti bylo selhání ledvin k čemuž vedla jeho podvýživa (měřil 193 cm a vážil sotva 41 kg) i značné proleženiny. V jeho paži bylo také objeveno pět zlomených injekčních jehel.

## Zajímavosti
O nejzajímavějším období života Howarda Hughese pojednává oscarový film režiséra Martina Scorseseho Letec (The Aviator) z roku 2004.

## Filmografie

### Producent
- 1926 Swell Hogan (režie Ralph Graves)
- 1927 Two Arabian Knights (režie Lewis Milestone)
- 1928 The Racket (režie Lewis Milestone)
- 1928 The Mating Call (režie James Cruze)
- 1930 Pekelní andělé (v originále Hell's Angels), (režie Howard Hughes, Edmund Goulding a James Whale)
- 1931 The Front Page (režie Lewis Milestone)
- 1931 The Age for Love (režie Frank Lloyd)
- 1932 Cock of the Air (režie Tom Buckingham)
- 1932 Sky Devils (režie Tony Gaudio)
- 1932 Zjizvená tvář (v originále Scarface), (režie Howard Hawks a Richard Rosson)
- 1943 Psanec (v originále The Outlaw), (režie Howard Hughes a Howard Hawks)
- 1943 Behind the Rising Sun (režie Edward Dmytryk)
- 1947 Hřích Harolda Diddlebocka (v originále The Sin of Harold Diddlebock), (režie Preston Sturges)
- 1950 Není míru pod olivami (v originále Non c'è pace tra gli ulivi), (režie Giuseppe De Santis)
- 1951 Two Tickets to Broadway (režie James V. Kern)
- 1952 The Las Vegas Story (režie Robert Stevenson)
- 1953 Second Chance (režie Rudolph Maté)
- 1956 The Conqueror (režie Dick Powell)
- 1957 Jet Pilot (režie Josef von Sternberg)

### Režisér
- 1930 Pekelní andělé
- 1943 Psanec